# 스타 시스템
스타 시스템(Star System)은 영화의 제작, 배급, 흥행 등 전반적인 과정에서 스타의 역할을 가장 위에 두는 영화산업 시스템을 말한다.
1910년대 할리우드에서 스타시스템의 윤곽이 잡혔으며, 1930~1940년대에는 스타들을 대량 확보한 영화제작사가 영화시장을 장악하였다. 단기적으로 영화의 흥행이나 발전에 기여할 수도 있지만 장기적으로는 부정적인 영향을 더 많이 끼친다.
영화 자체의 제작과 개발에 들어가야 할 비용이 스타들의 개런티로 대부분 사용되어 영화 발전의 기본 인프라에 대한 투자가 적어지면서 저급 영화의 양산 가능성이 높아질 우려가 있다. 대한민국도 1990년대 이후 영화산업이 고도로 발달하면서 스타가 영화에 미치는 힘이 점점 커지게 되어 스타시스템에 의존하고 있는 형국이다.
스튜디오 시스템에서 스타는 스튜디오시스템의 성공여부와 매우 밀접한 관계가 있다.
스타의 이미지는 스튜디오 시스템의 지속성에 중요하게 작용하기 때문이다.

## 같이 보기
- 스튜디오 시스템
- 할리우드 메이저 스튜디오

## 참고 자료
- 할리우드 영화(저 신강호,커뮤니케이션북스, 2013년 2월 25일)